# Дакики
Абу Мансур Мухамед ибн Ахмад Дакики Туси (Persijski: ابو منصور محمد بن احمد دقیقی‎‎), некад називан само Дакики (перс.: دقیقی‎‎), био је рани персијски песник. Према Авфију, назив Дакики је добио, због моћи развијања утанчаних (дакик) концепата и профињених речи, неке ће овај назив подсетити на исту реч дакик са значењем брашна, што би, можда, показало да су он, његов отац или његови преци продавали брашно.‍:pp. 28. Рођен је, вероватно, 941, а убијен између 975. и 980. године‍:pp. 29. руком једног слуге.‍:pp. 168.
Према различитим изворима као његово место рођења се наводе Тус у Ирану, или Балх који се налази у данашњем Авганистану, али и Самарканд или Бухара, оба града у данашњем Узбекистану, и још Мерв у данашњем Туркменистану. Због тога Хедајат у свом Маџма' ал-фусаха' (Скуп Красноречивих) спомиње да га неки представљају као Балхина, а други као Самарканђанина.
Дакики је написао епску историју Ирана која почиње причом о Заратустри и Гоштасби. Поставља се питање да ли је Дакики неговао нека зороастријанска веровања или је само сасанидске културне токове промовисао у светлу саманидске доминације. Било како било, сматра се да је био зороастријански конвертит на ислам.

## Дела
Дакики је прва особа која је покренула поетизацију шахнаме састављањем у хиљаду стихова Гаштасб-наме, коју Фердуси преноси у својој Шахнами.‍:pp. 107. У Шахнами, Дакикијевих хиљаду стихова су отворени са причом о Гоштасбу и о његовом доласку на престо и завршавају са насртајем Аршасба од Турана на Гоштасба у другом њиховом окршају, доносећи неочекивани и нагли завршетак. Догађаји у оних хиљаду стихова кореспондирају епском спису Ајаткар-е Зариран, који је, чини се, прожимао још Абу Менсуријеву Шахнаму.‍:pp. 168. Неки стурчњаци спекулишу о томе да је Дакики написао више стихова, али да је њихов садржај био превише контроверзан да би били уврштени у Шахнаму, а они су касније изгубљени. Друге његове песме су сачуване, објављене, између осталог у делу „Le premier poet Persan” (Први персијски песник) истакнутог француског иранисте "Жилбера Лазара".
Његове песме, поред старих лингвистичких особености, носе у себи и нека знамења староиранских научавања. Епски тенор је доминантан у његовој песми, премда се он усредсређује на панегиричарске похвале. У његовим песмама, лако се може назрети нека врста склоности ка газелу и љубавним стиховима (Тагазул) и управо се у делима нације, будући да би она била знатно сиромашнија ако би се већ црпила из његове епике, те упоредила са Шахнамом. На књижевној разини, његове песме не одражавају оне ретоске инструменте који су развијани у оно време, па се, у његовим епским списима не налази фактор хиперболе, као ни сви уметнички прикази које је пружио Фердоси, а које он није успео да формулише; његова је епика, посебно када се присетимо Фердосија, изузетно слаба. Ипак, не  смемо превидети да слабост његове епике бива занемарена у окриљу сјајних љубавних стихова.‍:pp. 107.

## Читај још
- Annemarie Schimmel. A Two-Colored Brocade: The Imagery of Persian Poetry. 1992. ISBN 978-0-8078-2050-6.; University of North Carolina Press (November).
- B. W. Robinson. The Persian Book of Kings: An Epitome of the Shahnama of Firdawsi. 2002. ISBN 978-0-7007-1618-0.; Curzon Press (April).
- A. J. Arberry. Classical Persian Literature. 1995. ISBN 978-0-7007-0276-3.; Routledge/Curzon; New Ed edition (January 31).
- E.G. Browne (1998). Literary History of Persia. (Four volumes, 2,256 pages, and twenty-five years in the writing). ISBN 978-0-7007-0406-4.
- Rypka, Jan (2007-03-23). History of Iranian Literature. Reidel Publishing Company. 1968 OCLC 460598. ISBN 978-90-277-0143-5. Спољашња веза у |publisher= (помоћ)
- Encyclopedia Iranica, "Daqiqi", Jalal Djalal Khaleghi-Motlagh